# Edgar Çani
Edgar Junior Çani (wym. [ɛdgaɾ junior tʃani]; ur. 22 lipca 1989 w Tiranie) – albański piłkarz występujący na pozycji napastnika, reprezentant Albanii w latach 2012–2016.

## Kariera klubowa
Grę w piłkę nożną rozpoczął w szkółce Cortona Camucia Calcio. W 2004 roku zainteresowanie nim wyraziła Pescara Calcio. Z powodu braku włoskiego obywatelstwa Çani nie mógł zostać zarejestrowany przez ten klub, został więc umieszczony na 3 lata w zespole Torre Alex Cepagatti (Seconda Categoria). W sezonie 2007/08 oficjalnie został graczem Pescary. Swój debiut jako profesjonalny piłkarz zaliczył w sezonie 2006/07, kiedy to rozegrał cztery mecze w Serie C1. 31 stycznia 2008 został zawodnikiem US Palermo. W barwach tego klubu zanotował jeden występ w Serie A – 27 kwietnia 2008 przeciwko Atalanta BC (0:0). Większość trwania kontraktu spędził na wypożyczeniach do zespołów z Serie B, kolejno: Ascoli Calcio, Calcio Padova, Piacenza Calcio i Modena FC.
15 lipca 2011 Çani podpisał roczną umowę z Polonią Warszawa, z możliwością przedłużenia umowy o kolejne trzy lata, którą wykorzystano. Wystąpił w 31 meczach Ekstraklasy i zdobył 11 bramek. Na początku 2013 roku przeszedł do Catanii Calcio. Był z niej wypożyczany do Carpi FC 1909, FC Bari 1908 oraz Leeds United. W 2015 roku odszedł do AC Pisa 1909, a w 2017 roku został graczem Partizani Tirana. W latach 2018–2020 był piłkarzem US Vibonese Calcio, po czym zakończył karierę.

## Kariera reprezentacyjna
W reprezentacji Albanii Çani zadebiutował 1 marca 2012 w zwycięskim 2:1 meczu z Gruzją, w którym strzelił gola. Ogółem w latach 2012–2016 rozegrał w drużynie narodowej 16 spotkań i zdobył 4 bramki.

## Życie prywatne
Urodził się w 1989 roku w Tiranie. W 1991 roku jego rodzina wyemigrowała do Włoch na pokładzie statku Vlora, na którym płynęło 20 tys. uchodźców z Albanii i osiadła w Città della Pieve. Çani posiada obywatelstwo albańskie, a także włoskie, które nabył po ukończeniu pełnoletności.